# اندرو مارتینز
اندرو مارتینز (انگلیسی: Andrew Martinez) یک فعال و دانشجو در دانشگاه برکلی که به لخت پیشگی گروید.